# Bruno Kosak
Bruno Josef Kosak, polnisch Brunon Kozak (* 16. Juni 1936 in Eichendorffmühl, Landkreis Ratibor; † 5. November 2019 in Landsmierz, Gemeinde Czissek) war ein polnischer Politiker deutscher Abstammung. Er gehörte von 1991 bis 1993 dem Sejm in dessen I. Wahlperiode für das Wahlkomitee Deutsche Minderheit an.

## Leben und Beruf
Sein Geburtsort wurde 1936, im Gedenken an Joseph von Eichendorff, in Eichendorffmühl umbenannt. Er besuchte die deutsche Volksschule vor Ort, schloss nach Kriegsende in der Volksrepublik Polen das Liceum ab und studierte bis 1975 am Lehrerseminar in Racibórz. Anschließend war er jahrelang als Sportlehrer und Lehrer, zuletzt in Koźle, angestellt.
Im Februar 1996 gehörte er zu den Gründern der Deutschen Bildungsgesellschaft (DGB) in Oppeln und war ab 2011 deren amtierender Vorsitzender. Er war Mitbegründer und ab 1989 aktives Mitglied der Sozial-Kulturellen Gesellschaft der Deutschen im Oppelner Schlesien (SKGD). Von Februar 2005 bis Mai 2009 war er mit Henryk Kroll im Vorstand beim Verband der deutschen sozial-kulturellen Gesellschaften in Polen (VdG) tätig.

## Politik
Bei der Parlamentswahl 1991, der ersten in der Dritten Republik, wurde er für das Wahlkomitee Deutsche Minderheit in den Sejm gewählt. Bei den Wahlen 1993, 1997 und 2001 bewarb er sich jeweils erfolglos für ein Sejmmandat. 2005 kandidierte er vergeblich für einen Sitz im Senat der Republik Polen.
Bei den Selbstverwaltungswahlen 1998, 2002 und 2006 wurde er jeweils in den Woiwodschaftssejmik der Woiwodschaft Oppeln gewählt. Bei den Selbstverwaltungswahlen 2010 verpasste er die Wiederwahl.

## Ehrungen
Die Landsmannschaft Schlesien ehrte ihn im Jahr 2005 mit dem Schlesierschild. 2016 erhielt Kosak das Verdienstkreuz am Bande der Bundesrepublik Deutschland.